# Metamorfosis: en vivo
Metamorfosis: en vivo es el segundo álbum en vivo del cantautor guatemalteco Ricardo Arjona. Fue lanzado por Warner Latin Music el 15 de octubre de 2013. Fue grabado durante una gira de 15 meses conocida como Metamorfosis World Tour (2012-2013), en la cual, Arjona recorrió 20 países. El álbum se compone de un CD con 14 canciones grabadas en vivo y un DVD con videos de las mismas canciones y cinco adicionales.

## Lista de canciones
Todas las canciones escritas y compuestas por Ricardo Arjona. 
| Metamorfosis: en vivo (CD) |                                 |          |  |
| N.º                        | Título                          | Duración |  |
| 1.                         | «Lo que está bien está mal»     | 4:40     |  |
| 2.                         | «Hay amores»                    | 4:20     |  |
| 3.                         | «Desnuda»                       | 3:44     |  |
| 4.                         | «Acompáñame a estar solo»       | 6:04     |  |
| 5.                         | «Historia de taxi»              | 9:17     |  |
| 6.                         | «Dime que no/Cuándo/Cómo duele» | 6:13     |  |
| 7.                         | «Señora de las cuatro décadas»  | 5:03     |  |
| 8.                         | «Tarde (Sin daños a terceros)»  | 5:23     |  |
| 9.                         | «Fuiste tú»                     | 4:28     |  |
| 10.                        | «Te conozco»                    | 5:20     |  |
| 11.                        | «Si el norte fuera el sur»      | 6:01     |  |
| 12.                        | «El problema»                   | 6:58     |  |
| 13.                        | «Minutos»                       | 5:13     |  |
| 14.                        | «Mujeres»                       | 6:46     |  |
| 79:30                      |                                 |          |  |

Todas las canciones escritas y compuestas por Ricardo Arjona. 
| Metamorfosis: en vivo (DVD) |                                      |          |  |
| N.º                         | Título                               | Duración |  |
| 1.                          | «Lo que está bien está mal»          |          |  |
| 2.                          | «Animal nocturno»                    |          |  |
| 3.                          | «Hay amores»                         |          |  |
| 4.                          | «Desnuda»                            |          |  |
| 5.                          | «Acompáñame a estar solo»            |          |  |
| 6.                          | «El amor»                            |          |  |
| 7.                          | «Mi novia se me está poniendo vieja» |          |  |
| 8.                          | «Historia de taxi»                   |          |  |
| 9.                          | «Dime que no/Cuándo/Cómo duele»      |          |  |
| 10.                         | «Señora de las cuatro décadas»       |          |  |
| 11.                         | «Reconciliación»                     |          |  |
| 12.                         | «Tarde (Sin daños a terceros)»       |          |  |
| 13.                         | «Fuiste tú»                          |          |  |
| 14.                         | «Te conozco»                         |          |  |
| 15.                         | «Te quiero»                          |          |  |
| 16.                         | «Si el norte fuera el sur»           |          |  |
| 17.                         | «El problema»                        |          |  |
| 18.                         | «Minutos»                            |          |  |
| 19.                         | «Mujeres»                            |          |  |
| 20.                         | «[Bonus material]»                   |          |  |
| 21.                         | «Galería de fotos»                   |          |  |

## Desempeño en las listas

### Listas semanales
| Lista (2014)                    | Mejor posición |
| ------------------------------- | -------------- |
| US Top Latin Albums (Billboard) | 3              |
| US Latin Pop Albums (Billboard) | 1              |
| US Billboard 200                | 171            |